# Националсоциалистическа архитектура
Националсоциалистическата архитектура е сред най-мащабните прояви на тоталитарната архитектура, заедно със сталинистката архитектура.
Този термин обхваща основните архитектурни стилове, методи на строителство и градско планиране, използвани в Третия райх, където между 1933 и 1945 г. доминира идеологията на националсоциализма. Архитектурата на ерата на националсоциализма оказва известно влияние върху строителните проекти в следвоенна Германия.

## Важни събития
Лидерите на националсоциалистическа Германия, както и работещи за тях лица, архитекти и проектанти се опитват да създадат специална архитектура, националсоциалистически стил, въз основа на неокласически и германски национални традиции. В същото време, са взети предвид и постиженията на съвременните тенденции в архитектурата. От особено значение е необходимостта да се разгледат личните възгледи на Адолф Хитлер за архитектурата. Категорично отхвърлена е архитектурата на модернизма.
При планирането и разрушаването на парковите територии в Германия през 30-те години на 20 век, обикновено се вземат под внимание въпросите, свързани със запазването на природния ландшафт и защитата на животинския / растителния свят. Водещият представител в тази област е парковият архитект Елвин Сайферт.
Водещ представител на архитектурата, Пол Шулце-Наумбург, от 1935 г. е критикуван от Хитлер. Водещият архитект на Третия райх е Алберт Шпеер, последовател на неокласическата традиция, без да отхвърля индивидуалните съвременни влияния. Както в градското строителство, така и в технологичната и производствена архитектура, националсоциалистите оценяват преди всичко рационалността и функционалността на строителството като първи и основен знак за технологичния прогрес в архитектурата. Държавните органи, които правят поръчки за проектиране и строителство, просто не забелязват специалистите, които се отклоняват от изискванията, представени от общия ред. Разпределението на архитектурните стилове по строителните площи в общи линии изглежда така:
- Националсоциалистически класицизъм за държавни и партийни структури, зали за провеждане на събития и пропаганда;
- Архитектура на отбраната на Отечеството за строеж в градските предградия, селища и SS-Орденсбург;
- Умерено арт ниво за жилищни и административни сгради;
- Функционализъм за изграждане на казарми, военни конструкции, стадиони и други спортни съоръжения;
- Нова същественост за промишлено строителство, технологични съоръжения.

Архитектът на комплекса за партийни конгреси на НСДАП в Нюрнберг, Алберт Шпеер формулира „Теорията за стойността на руините“. Същността му се свежда до факта, че руините на паметниците на миналото трябва да събудят героичното вдъхновение. За да убеди Хитлер, той прави макет от трибуната „Цепелинфелд“, която е изоставена от десетилетия и обрасла с бръшлян. Този модел, той представя на Хитлер и излага своята теория. Хитлер смята, че аргументите на Шпеер са логични и в бъдеще разпорежда да изпълни най-важните строителни проекти на държавата, като се вземе предвид „Закона на руините“..

## Отношение на националсоциалистическото ръководство
Като художник с образците на архитекта, Адолф Хитлер оценява постиженията на всяка епоха, включително постиженията на архитектурата. За значението на последното, фюрера се изказва на първата архитектурна и художествена изложба в Дома на германското изкуство в Мюнхен на 22 януари 1938 г.:
| „ | „Ако народите вътрешно преживеят времето на величието си, те изразяват този опит и във външния свят. В този случай, думата им е по-силна от казаното. Тази дума е направена от камък.“ | “ |

Това отношение на Хитлер към архитектурата се разпространява в Германия, включително и с помощта на кинематографията. В продължение на 15 години фюрерът иска да възстанови цялата страна и оказва лично влияние върху изпълнението на много проекти. Любимите му архитекти са Пол Лудвиг Трост, а след смъртта на последния – Лудвиг Руф, а след това и Алберт Шпеер и Херман Гислер.
Преди началото на Втората световна война и като преход, нацистката архитектура все още силно потвърждава мегаломанията в строителството на сгради, издигнати с най-широко стълбище, проектирано дълги и прави пътища. Тези планове са обвързани с използването и за други цели – като радикалното преструктуриране на Берлин, преминавайки в новата столица на Третия райх.
Изпълнението на тези проекти, които се изискват са с прекомерни разходи на средства, както и метал (много по-необходим в отбранителната промишленост), строителни материали и камъни (донесени от цяла Европа), както и на труда (липсата на който е компенсиран с работници от окупираните страни).
Според някои сметки, Адолф Хитлер вижда в съюзническите бомбардировки над германските градове в положителен момент, тъй като те са унищожили стари сгради и са освободили място за нови. В същото време, строителната политика на Райха не се ограничава изключително до територията на Нацистка Германия, а се разпростира и върху окупираните територии. Цяла Европа трябва да бъде обхваната от железопътната мрежа.
Самостоятелна програма, подкрепена от Хайнрих Химлер, има идеята да се създаде в Източна Европа, германските военни селища, обитавани от фермери, войници и взаимосвързана транспортна мрежа. От 1935 г., Химлер също участва в реконструкцията на замъка Вевелсбург близо до Падерборн и създаването в него на култовия център на бъдещето на Ордена на СС (архитект на извършените работи във Вевелсбург е Херман Бартелс).
Пълното превръщане на градовете в Германия „с духа на националсоциализма“, изграждането или завършване на строителството на различните „култови центрове“ е преустановено след разгрома на Нацистка Германия във Втората световна война през 1945 г.